# Mathoor Krishnamurti
Mathoor „Mathoorji“ Krishnamurti (* 8. August 1928 in Mattur, Distrikt Shivamogga, Karnataka, Indien; † Dezember 2011) war ein indischer Schulleiter, der sich für die Förderung traditioneller indischer Werte, Philosophie und Kultur im Vereinigten Königreich einsetzte.

## Leben
Nach dem Abschluss der Sekundarschule 1947 war es Krishnamurti wegen der finanziellen Verhältnisse seiner Familie nicht möglich, ein Studium an einem College aufzunehmen, so dass er zur Unterstützung seiner Angehörigen eine Arbeit als Busschaffner, Verkehrsinspektor sowie als Büroangestellter annahm, bevor er eine Tätigkeit als Journalist begann. Er arbeitete kurze Zeit für eine kanadische Tageszeitung und anschließend für All India Radio (AIR), dem staatlichen Hörfunksender Indiens. Daneben begann er mit dem Verfassen von Büchern zu zahlreichen Themen.
Außerdem engagierte er sich bei Bharatiya Vidya Bhavan, einer Bewegung zur Förderung indischer Kunst und Kultur. 1968 wurde er Direktor des Zentrums der Bhavan-Bewegung in Bangalore, ehe er 1972 von der Zentrale der Bewegung in Bombay nach London entsandt wurde, um dort eine Zweigstelle der Bewegung aufzubauen. Diese befand sich zunächst in einem kleinen gemieteten Raum in der Great Russell Street und bald darauf in der New Oxford Street.
1978 wurde durch ihn das weitaus größere Bhavan-Zentrum in Kensington eröffnet, in dem schließlich 22 Fächer unterrichtet wurden, die sich mit indischer Kunst und Kultur befassten wie klassischer Tanz und Musik. Zur Durchführung dieser Kurse war er unermüdlich in der Beschaffung privater und staatlicher finanzieller Unterstützung in Großbritannien bemüht. 1995 trat er vom Posten des Direktors des Bhavan-Zentrums in London zurück und übernahm unmittelbar nach seiner Rückkehr nach Indien die Neuorganisation des Bhavan-Zentrums in Bangalore sowie die Gründung zahlreicher weiterer Zentren.

## Hintergrundliteratur
- J. E. Upādhya: Vyākhyāna Bhāskara Mattūru Kr̥ṣṇamūrti, 2004